# Iréne Söderblom
Iréne Eleonor Söderblom, född 19 november 1921 i Göteborg, död 27 juli 2023 på Lidingö, var en svensk skådespelare, sångerska och  dragspelare.

## Biografi
Iréne Söderblom är dotter till kullagerarbetaren Erik Herman Söderblom och Hulda Maria, ogift Ahl. Hon började tidigt spela dragspel, tog lektioner för Fredrik Tancred och upptäcktes då hon vann en dragspelstävling i Göteborg 1941. Hon turnerade sedan med Åke Söderblom (som hon dock inte var släkt med), Sickan Carlsson, Lasse Dahlquist, Maritta Marke och Thor Modéen. Hon var dragspelssolist vid Chinavarietén år 1944. Söderblom tog tallektioner hos Calle Barcklind och antogs 1945 på Terserus Teaterskola. Samma år engagerades hon av Casinorevyn där hon spelade i tio säsonger. Hon var en av Sällskapet Stallfåglarnas grundare.
Hon var 1947–1970 gift med skådespelaren och Casinodirektören Gösta Bernhard (1910–1986) och fick dottern Lillemor (född 1948). Därefter var hon 1971–1980 gift med PR-mannen Torsten Adenby (1918–1992).  Iréne Söderblom är begravd på Norra begravningsplatsen utanför Stockholm.

## Filmografi
- 1945 – Tre söner gick till flyget
- 1946 – Hotell Kåkbrinken
- 1947 – 91:an Karlssons permis
- 1948 – Loffe som miljonär
- 1949 – Lattjo med Boccaccio
- 1950 – Påhittiga Johansson
- 1950 – Stjärnsmäll i Frukostklubben
- 1951 – 91:an Karlssons bravader
- 1951 – Spöke på semester
- 1953 – Alla tiders 91:an Karlsson
- 1953 – Kungen av Dalarna
- 1954 – Sju svarta "Be-Hå"
- 1955 – 91 Karlsson rycker in
- 1955 – Far och flyg
- 1957 – Enslingen Johannes
- 1957 – 91:an Karlsson slår knock out
- 1959 – Enslingen i blåsväder

## Teater

### Roller
| År   | Roll        | Produktion                                                           | Regi                         | Teater         |
| ---- | ----------- | -------------------------------------------------------------------- | ---------------------------- | -------------- |
| 1945 | Medverkande | Galopperande hickan, revy Stig Bergendorff och Gösta Bernhard        | Gösta Terserus               | Casinoteatern  |
| 1946 | Medverkande | Den ridderliga flugan, revy Stig Bergendorff och Gösta Bernhard      | Gösta Terserus               | Casinoteatern  |
| 1947 | Medverkande | Alltid pippi, revy Stig Bergendorff och Gösta Bernhard               | Gösta Terserus               | Casinoteatern  |
| 1948 | Medverkande | Oh, eller Olympiska hetsen, revy Stig Bergendorff och Gösta Bernhard | Gösta Terserus               | Casinoteatern  |
| 1950 | Medverkande | 25-öresrevyn, eller Hjälp, revy Stig Bergendorff och Gösta Bernhard  | Gösta Terserus               | Casinoteatern  |
| 1951 | Medverkande | Drömtolvan, revy Stig Bergendorff och Gösta Bernhard                 | Gösta Terserus               | Casinoteatern  |
| 1952 | Medverkande | Anderssons sagor, revy Stig Bergendorff och Gösta Bernhard           | Gösta Terserus               | Casinoteatern  |
| 1953 | Medverkande | Operation knätofs, revy Stig Bergendorff och Gösta Bernhard          | Gösta Bernhard               | Casinoteatern  |
| 1954 | Medverkande | Sista skriket 54, revy Stig Bergendorff och Gösta Bernhard           | Gösta Bernhard               | Casinoteatern  |
| 1956 | Medverkande | Pst!, revy Stig Bergendorff och Gösta Bernhard                       | Gösta Bernhard               | Blancheteatern |
| 1957 | Klokis      | Maria Gyckel-piga Stig Bergendorff och Gösta Bernhard                | Gösta Bernhard               | Casinoteatern  |
| 1958 | Medverkande | Här ä' vi igen, revy Stig Bergendorff och Gösta Bernhard             |                              | Casinoteatern  |
| 1959 |             | Orfeus Nilsson, revy Gösta Bernhard och Stig Bergendorff             | Gösta Bernhard Olof Thunberg | Blancheteatern |
| 1961 | Medverkande | Crazy på burk, revy Stig Bergendorff och Gösta Bernhard              | Gösta Bernhard               | Casinoteatern  |
| 1961 | Medverkande | TV-revyn 16 tummar, revy Stig Bergendorff och Gösta Bernhard         | Gösta Bernhard Sven Paddock  | Casinoteatern  |
| 1964 |             | Far i luften Marc Camoletti                                          | Egon Larsson                 | ABC-Teatern    |